# Kubota MR1000A Agrirobo
Der MR1000A AgriRobo ist ein Ackerschlepper mit Allradantrieb des Herstellers Kubota, der sowohl von einem Fahrer manuell gesteuert werden kann, als auch autonom fährt. Das seit 2017 produzierte Modell wird von einem Kubota-Vierzylinder-Dieselmotor angetrieben und mittlerweile in der zweiten Generation hergestellt. Der MR1000A Agri Robo ist dem mittleren Maschinensegment der Allrad-Traktoren zuzuordnen und basiert auf der Plattform des Kubota M5.

## Geschichte
2016 stellte Kubota in Japan erstmals einen autonom fahrenden Kleintraktor mit 28 PS vor. 2017 folgte mit dem MR1000A AgriRobo der erste selbstfahrende Standardschlepper des Unternehmens. Ein Jahr später wurde der Kubota MR1000A AgriRobo auf der spanischen Landwirtschaftsmesse Feria Internacional de la Maquinaria Agrícola (FIMA) in der Kategorie „Managementlösungen für die Landwirtschaft“ mit der Silbermedaille ausgezeichnet. 2023 stellte Kubota auf der Agritechnica die zweite Generation des AgriRobos vor, den Kubota MR1000A AgriRobo KVT. Dieser basiert auf der Plattform des Kubota M5112. Bis 2017 wurden etwas mehr als 300 Kubota MR1000A AgriRobo-Traktoren der ersten Generation hergestellt, die aufgrund unklarer Regelungen zum Betrieb autonom fahrender Arbeitsmaschinen außerhalb Japans nur auf dem japanischen Markt vertrieben wurden. Dahingehend wird an der Norm ISO 18497 gearbeitet, in der die Kriterien für einen sicheren Feldroboter festgelegt werden.

## Modellübersicht
Der MR1000A AgriRobo kann entsprechend einem konventionellen Traktor gefahren, aber auch ferngesteuert oder autonom betrieben werden. Über ein Tablet lassen sich dafür bis zu zwei Traktoren gleichzeitig bedienen. Zudem kann die Maschine für den unbemannten Betrieb programmiert werden. Die Betriebsmanagementsoftware wurde von Kubota in Zusammenarbeit mit dem japanischen Unternehmen Topcon und der Kansas State University entwickelt. Der Traktor erkennt mithilfe eines Sonargerätes Hindernisse und kann diese selbstständig umfahren. Die Getriebeübersetzung des stufenlosen Getriebes wird automatisch so gewählt, dass der Schlepper stets mit einer möglichst verbrauchsgünstigen Drehzahl betrieben werden kann. Die Steuerung erfolgt durch Eingabe der für die Arbeit erforderlichen Parameter. Daraufhin wird automatisch die bestmögliche Arbeitsroute entsprechend der Form des Feldes erstellt. Eine externe Fernbedienung zum Starten (Neustart) und Stoppen des Automatikbetriebs aus der Ferne und ein Tablet zur Überprüfung des Status des Automatikbetriebs und zur Änderung der Einstellungen (Motordrehzahl, Einstellung der Anbau- und Arbeitsgeräte usw.) gehören zur Standardausrüstung.

### Modellbenennung
Der Traktor ist als unbemannte (A – autonomous) und bemannte Variante (OP – operator) erhältlich. Zudem ist der Traktor mit AS-Standardbereifungen oder mit Gleiskettenlaufwerk an der Hinterachse (PC3) erhältlich. Während die Hydraulik, die Achsen und die Kabine vom Vorgängermodell übernommen wurden, wird der AgriRobo seit 2023 zusätzlich mit dem als KVT (Kubota Variable Transmission) bezeichneten Stufenlosgetriebe angeboten, das auf die autonome Funktion zugeschnitten ist. Die Benennung des jeweiligen Modells richtet sich nach diesen Spezifikationen:
| MR1000 A H QMAXWU L1 - OP | MR1000 A H QMAXWU L1 - OP  |
| ------------------------- | -------------------------- |
| MR1000                    | wie Standardmaschine       |
| A                         | wie Standardmaschine       |
| H                         | mit KVT-Getriebe           |
| QMAXWU                    | AgriRobo (Forschungszweck) |
| (L1)                      | Bereifungsspezifikation    |
| (OP)                      | bemannte Variante          |

## Technik
Der MR1000A AgriRobo ist ein Traktor aus dem mittleren Maschinensegment der Allrad-Traktoren mit Kubota-Vierzylinder-Dieselmotor. 

### MR1000A AgriRobo-Baureihe
Die Baureihe basiert auf dem Kubota SL60A und wurde 2017 eingeführt. Die Motorleistung beträgt 60 PS.

### MR1000AH AgriRobo-Baureihe
Der MR1000A AgriRobo KVT wurde auf der Plattform des Modells Kubota M5112 entwickelt, mit dem er viele seiner Komponenten gemeinsam hat. Der Vierzylinder-Dieselmotor Kubota V3800 mit 100 PS, die Hydraulik, die Achsen und die Kabine wurden vom Grundmodell übernommen, aber das KVT-Getriebe des neuen Traktors ist vollständig auf die autonome Funktion zugeschnitten. Darüber hinaus ist der Traktor mit Sonar sowie mit optischen Erkennungssystemen ausgestattet, um stehende oder sich bewegende Hindernisse oder Personen zu erkennen. Mit einem Gewicht zwischen 3550 und 4130 kg ist der Kubota MR1000A AgriRobo KVT leichter als Standardtraktoren.

Siehe zur grundlegenden Ausstattung:
| Spezifikation                         | Spezifikation                         | bemannt | unbemannt |
| ------------------------------------- | ------------------------------------- | ------- | --------- |
| RTK-GPS-Einheit                       | RTK-GPS-Einheit                       | O       | O         |
| Terminal (autom. Betriebsüberwachung) | Terminal (autom. Betriebsüberwachung) | O       | O         |
| Sicherheit                            | Laserscanner                          | O       | O         |
| Sicherheit                            | Ultraschallsonar                      | –       | O         |
| Sicherheit                            | Umfeldkamera                          | –       | O         |
| Sicherheit                            | Tablet                                | –       | O         |
| Sicherheit                            | Statusleuchte                         | –       | O         |
| Sicherheit                            | Fernsteuerung                         | –       | O         |
| Seitl. LED-Arbeitsscheinwerfer        | Seitl. LED-Arbeitsscheinwerfer        | –       | O         |
| Lichtmaschine mit 150 A Ladestrom     | Lichtmaschine mit 150 A Ladestrom     | O       | O         |
| OPC (Sitzkontaktschalter)             | OPC (Sitzkontaktschalter)             | O       | O         |

## Technische Daten
| Baureihe                              | Baureihe                              | Baureihe                              | MR1000A AgriRobo KVT                                                 | MR1000A AgriRobo KVT                                                 | MR1000A AgriRobo KVT                                                 | MR1000A AgriRobo KVT                                                 |
| ------------------------------------- | ------------------------------------- | ------------------------------------- | -------------------------------------------------------------------- | -------------------------------------------------------------------- | -------------------------------------------------------------------- | -------------------------------------------------------------------- |
| Techn. Ausführung                     | Techn. Ausführung                     | Techn. Ausführung                     | Bemannte Maschine                                                    | Bemannte Maschine                                                    | Unbemannte Maschine                                                  | Unbemannte Maschine                                                  |
| Modellbezeichnung                     | Modellbezeichnung                     | Modellbezeichnung                     | MR1000AHQMAXWUL1-OP                                                  | MR1000AHQMAXWUPC3-OP                                                 | MR1000AHQMAXWUL1-A                                                   | MR1000AHQMAXWUPC3-A                                                  |
| Motor                                 | Motor                                 | Motor                                 | V3800-CR-TEF4 (wassergekühlter 4-Takt-4-Zylinder-Dieselmotor)        | V3800-CR-TEF4 (wassergekühlter 4-Takt-4-Zylinder-Dieselmotor)        | V3800-CR-TEF4 (wassergekühlter 4-Takt-4-Zylinder-Dieselmotor)        | V3800-CR-TEF4 (wassergekühlter 4-Takt-4-Zylinder-Dieselmotor)        |
| Hubraum (cm³)                         | Hubraum (cm³)                         | Hubraum (cm³)                         | 3769                                                                 | 3769                                                                 | 3769                                                                 | 3769                                                                 |
| Maximale Leistung (kW (PS) bei 1/min) | Maximale Leistung (kW (PS) bei 1/min) | Maximale Leistung (kW (PS) bei 1/min) | 74 (100) / 2600                                                      | 74 (100) / 2600                                                      | 74 (100) / 2600                                                      | 74 (100) / 2600                                                      |
| Getriebe                              | Getriebe                              | Getriebe                              | Stufenloses Getriebe (KVT)                                           | Stufenloses Getriebe (KVT)                                           | Stufenloses Getriebe (KVT)                                           | Stufenloses Getriebe (KVT)                                           |
| Bremsanlage                           | Bremsanlage                           | Bremsanlage                           | unabhängiges Zweikreisbremssystem, nasse mechanische Scheibenbremsen | unabhängiges Zweikreisbremssystem, nasse mechanische Scheibenbremsen | unabhängiges Zweikreisbremssystem, nasse mechanische Scheibenbremsen | unabhängiges Zweikreisbremssystem, nasse mechanische Scheibenbremsen |
| Bereifung                             | Bereifung                             | vorne                                 | 11,2-24                                                              | 360/70R20                                                            | 11,2-24                                                              | 360/70R20                                                            |
| Bereifung                             | Bereifung                             | hinten                                | 13,6-38H                                                             | –                                                                    | 13,6-38H                                                             | –                                                                    |
| Kraftstoffbehältervolumen (l)         | Kraftstoffbehältervolumen (l)         | Kraftstoffbehältervolumen (l)         | 120 (Diesel) 12,9 (AdBlue)                                           | 120 (Diesel) 12,9 (AdBlue)                                           | 120 (Diesel) 12,9 (AdBlue)                                           | 120 (Diesel) 12,9 (AdBlue)                                           |
| Antriebssystem                        | Antriebssystem                        | Antriebssystem                        | Allradantrieb                                                        | Allradantrieb, Halbraupe                                             | Allradantrieb                                                        | Allradantrieb, Halbraupe                                             |
| Maße                                  | Gesamtlänge (mm)                      | Gesamtlänge (mm)                      | 4035                                                                 | 4035                                                                 | 4505                                                                 | 4505                                                                 |
| Maße                                  | Gesamtbreite (mm)                     | Gesamtbreite (mm)                     | 1960                                                                 | 1940                                                                 | 2860 (1980 bei eingezogener Sensorleiste)                            | 2860 (1980 bei eingezogener Sensorleiste)                            |
| Maße                                  | Gesamthöhe (mm)                       | Gesamthöhe (mm)                       | 2730 (Antenne eingkl. 2630)                                          | 2725 (Antenne eingekl. 2640)                                         | 2730 (Antenne eingkl. 2630)                                          | 2725 (Antenne eingekl. 2640)                                         |
| Maße                                  | Radstand (mm)                         | Radstand (mm)                         | 2250                                                                 | 2250                                                                 | 2250                                                                 | 2250                                                                 |
| Maße                                  | Spurbreite                            | vorne (mm)                            | 1520 (1330~1520)                                                     | 1520                                                                 | 1520 (1330~1520)                                                     | 1520                                                                 |
| Maße                                  | Spurbreite                            | hinten (mm)                           | 1380 (1380~1990)                                                     | –                                                                    | 1380 (1380~1990)                                                     | –                                                                    |
| Maße                                  | Bodenfreiheit                         | Bodenfreiheit                         | 475                                                                  | 470                                                                  | 475                                                                  | 470                                                                  |
| Masse (kg)                            | Masse (kg)                            | Masse (kg)                            | 3550                                                                 | 2995                                                                 | 3645                                                                 | 4130                                                                 |